# José Zendrera Fecha
José Zendrera Fecha (Barcelona, 1894-Barcelona, 1969) fue un editor español. En 1923 fundó en Barcelona la Editorial Juventud.

## Biografía
Zendrera se llamaba en realidad José Fernández de Zendrera Flecha, aunque simplificaba este primer apellido. Creó una editora para publicar las traducciones de los libros que necesitaba en sus estudios de profesorado mercantil. Impulsó desde la Sociedad General de Publicaciones la revista Lecturas inspirada en la francesa Lectures pour tous.
En 1923, cuando fundó Editorial Juventud, Zendrera formaba parte de una segunda generación de editores catalanes de XX, en la década de los veinte se crearon otras como Barcino, Proa o la Fundació Bernat Metge. Descubrió a autores cómo Zane Grey o James Oliver Curwood, que escribían novelas desenfadadas sobre el oeste estadounidense, o biógrafos como el alemán Emil Ludwig y el austríaco Stefan Zweig. En el campo infantil y juvenil, tradujo obras como Heidi, Emilio y los detectives, Alicia en el país de las maravillas o Peter Pan y Wendy. También fue el creador de la serie La novela rosa con autores como Rafael Pérez y Pérez o Luisa-María Linares.
Después Editorial Juventud se especializó en otros géneros como los libros de mar, montaña y viajes, con autores como Thor Heyerdahl. También publicó libros de arte, diccionarios y series de bolsillo como la Colección Z, e incorporó a autores infantiles como el belga Hergé y la británica Enid Blyton.
Vecino de Sarriá, fue amigo de Marañón, Ricardo Baroja y de Josep Pla, a quien encargó el libro Cadaqués. Abrió delegaciones de la editorial Juventud en América, fue el organizador de algunos congresos mundiales de editores y tradujo el libro básico de Stanley Unwin, La verdad sobre el negocio editorial (1929).